# La Muse tragique
La Muse tragique (The Tragic Muse) est un roman d'Henry James.
Publié d'abord en feuilleton dans  The Atlantic Monthly en 1889-1890, le roman est repris en volume en juin 1890 chez Houghton, Mifflin and Co. à Boston, et chez Macmillan and Co., à Londres.

## Résumé
Alors que ses ancêtres se sont toujours destinés à la politique, Nick Dormer, au grand dam de sa famille, désire embrasser la carrière de peintre. Gabriel Nash, l'un de ses condisciples d'Oxford, l'encourage dans ses aspirations artistiques, mais la belle Julia Dallow, une amie de la famille, pousse Nick à rejeter momentanément l'art et d'être candidat aux prochaines élections. Elle s'implique tant et si bien dans la campagne électorale que Nick Dormer remporte son siège et se retrouve député au parlement britannique. Dans l'euphorie de la victoire, il propose à Julia de l'épouser, mais tous deux conviennent d'attendre avant de se marier.
Peu après, le jeune Peter Sherringham, un cousin de Nick qui est fait une carrière prometteuse dans la diplomatie, rencontre à Paris une jeune comédienne, sans grand talent, nommée Miriam Rooth, dont il tombe amoureux. Sherringham pousse Miriam à suivre des cours d'interprétation chez Madame Carre, dont il assume les frais, et la jeune artiste améliore en peu de temps sa technique et acquiert un jeu beaucoup plus fin.
De son côté, Nick Dormer, qui s'ennuie ferme dans le monde des tractations politiques, finit par démissionner de son siège pour devenir le peintre qu'il a toujours voulu être. À la même époque, Miriam Rooth s'installe à Londres pour tenter de décrocher un rôle, et Nick peint son portrait en muse tragique. Quand Julia les découvre dans l'atelier du peintre, elle comprend que Nick ne reviendra jamais en politique et croit avoir perdu son amour.  Mais, après le triomphe de Miriam dans le rôle de Juliette, Peter Sherrinhgam lui fait sa demande en mariage. Pleine d'ambition, la comédienne refuse, lui préférant son agent artistique. Déçu et blessé, Sherringham accepte un poste de diplomate en Amérique centrale. Julia Dallow comprend alors que Nick acceptera probablement de l'épouser.

## Sources
- Oscar Cargill, The Novels of Henry James, New York: Macmillan Co., 1961
- Edward Wagenknecht, The Novels of Henry James, New York: Frederick Ungar Publishing Co., 1983  (ISBN 0-8044-2959-6)
- Leon Edel et Lyall Powers, The Complete Notebooks of Henry James, New York: Oxford University Press 1987  (ISBN 0-19-503782-0)